# Distrikt Lampa (Lampa)
Der Distrikt Lampa liegt in der Provinz Lampa in der Region Puno in Südost-Peru. Der Distrikt hat eine Fläche 660 km². Beim Zensus 2017 lebten 11.641 Einwohner im Distrikt. Im Jahr 1993 betrug die Einwohnerzahl 12.031, im Jahr 2007 11.329. Verwaltungssitz ist die Provinzhauptstadt Lampa.

## Geographische Lage
Der Distrikt Lampa liegt im Osten der Provinz Lampa, etwa 30 km nordwestlich der Großstadt Juliaca. Er erstreckt sich über das Andenhochland westlich des Titicacasees. Das Gebiet wird von dem Fluss Río Lampa in überwiegend südöstlicher Richtung durchflossen und entwässert. Die Längsausdehnung in Nord-Süd-Richtung beträgt etwa 40 km, die Breite liegt bei etwa 20 km.
Der Distrikt Lampa grenzt im Norden an den Distrikt Pucará, im Westen an die Distrikte Nicasio und Calapuja sowie an die Provinz San Román, im Süden an die Distrikte Cabanilla und Santa Lucía sowie im Westen an die Distrikte Paratía und Palca.